# Poultonella alboimmaculata
Poultonella alboimmaculata là một loài nhện trong họ Salticidae.
Loài này thuộc chi Poultonella. Poultonella alboimmaculata được Elizabeth Maria Gifford Peckham & George William Peckham miêu tả năm 1883.